# Фінлі (Північна Дакота)
Фінлі (англ. Finley) — місто (англ. city) в США, в окрузі Стіл штату Північна Дакота. Населення — 401 особа (2020).

## Географія
Фінлі розташоване за координатами 47°30′45″ пн. ш. 97°50′14″ зх. д. / 47.51250° пн. ш. 97.83722° зх. д. (47.512508, -97.837330).  За даними Бюро перепису населення США в 2010 році місто мало площу 8,99 км², уся площа — суходіл.

## Демографія
Згідно з переписом 2010 року, у місті мешкало 445 осіб у 206 домогосподарствах у складі 125 родин. Густота населення становила 49 осіб/км².  Було 245 помешкань (27/км²).
Расовий склад населення:
| - 95,7 % — білих - 2,2 % — корінних американців - 0,2 % — чорних або афроамериканців |

До двох чи більше рас належало 1,1 %. Частка іспаномовних становила 0,7 % від усіх жителів.
За віковим діапазоном населення розподілялося таким чином: 21,1 % — особи молодші 18 років, 55,1 % — особи у віці 18—64 років, 23,8 % — особи у віці 65 років та старші. Медіана віку мешканця становила 45,9 року. На 100 осіб жіночої статі у місті припадало 97,8 чоловіків;  на 100 жінок у віці від 18 років та старших — 97,2 чоловіків також старших 18 років.
Середній дохід на одне домашнє господарство  становив 47 841 долар США (медіана — 46 146), а середній дохід на одну сім'ю — 64 474 долари (медіана — 50 833). Медіана доходів становила 36 875 доларів для чоловіків та 28 611 долар для жінок. За межею бідності перебувало 9,1 % осіб, у тому числі 3,0 % дітей у віці до 18 років та 25,0 % осіб у віці 65 років та старших.
Цивільне працевлаштоване населення становило 218 осіб. Основні галузі зайнятості: освіта, охорона здоров'я та соціальна допомога — 18,8 %, виробництво — 16,5 %, фінанси, страхування та нерухомість — 11,5 %, роздрібна торгівля — 10,1 %.